# 仲丘たまき
仲丘 たまき（なかおか たまき、1986年10月1日 - ）は、日本のAV女優。エイトマン所属。

## 略歴・人物
大阪府出身。2010年12月、「片岡まきな（かたおか まきな）」名義でワープエンタテインメントの専属女優としてAVデビュー。現役の社長秘書との触れ込みで、3作品に出演し引退。
2013年2月、アダルトビデオメーカー・ジャパンホームビデオのレーベル“EROTICA”2年振りの専属女優（絵色千佳以来）「仲丘たまき」として再デビュー。再デビュー作に収録されているインタビューで、生年月日や出身地について、かつてのプロフィールと同様の内容を返答している（「片岡まきな」についての言及はなく、あくまで新人女優として答えている）。なお、ワープエンタテインメントの作品には再デビュー後も「片岡まきな」として出演している。

## 出演作品

### アダルトDVD

#### 「片岡まきな」名義
※メーカーは全作品「ワープエンタテインメント」
2010年
- 現役秘書（12月5日）

2011年
- 秘書と野獣（1月5日）
- 寸止め秘書ザーメン狩り（2月5日）
- 現役秘書 全仕事 4時間（6月5日）※撮り下ろし未公開映像を含めたベスト版[3]

2013年
- ガマンするだけの価値がある射精（9月6日）
- ツン顔でイキガマンするオンナ教師（10月4日）
- またがりたい…（11月22日）

2014年
- この指で…ベロチュウしながらシゴいてあげる♥ 2（3月7日）他出演:星川麻紀、湊莉久、葵こはる、星咲優菜、高梨あゆみ、河原美咲、篠宮ゆり、瀧川花音、伊原詩織
- ナマ殺し回春専科 爆乳焦ラシ堂（7月5日）他出演:さくら悠、美泉咲、西條るり

#### 「仲丘たまき」名義
2013年
- 2年ぶりの専属契約（2月22日、EROTICA）
- 長身美女の接吻、フェラチオ、腰振りSEX（3月22日、EROTICA）
- 競泳歴16年!仲丘たまきのスイミング教室 ※本人水着使用（4月26日、EROTICA）
- 働くオンナ喰い 5 キャリアOLを喰い散らかす!!（5月1日、プレステージ）共演:今村楓、眞木あずさ
- 噂の美人車内販売員。 04（5月1日、DOC）※「まゆ」名義
- 高飛車な高身長の女社長が部下たちを犯しまくりたい!（5月19日、ドグマ）
- 息子のチ○ポが夢精する瞬間を見た母はもうガマンできない（5月24日、EROTICA）
- 美脚パンスト女教師（6月13日、溜池ゴロー）
- すぐに破れるコンドーム×仲丘たまき（6月28日、EROTICA）
- 汗だくメガ盛3本番 絶叫付き（7月1日、蜜月）
- 美人潜入捜査官（7月1日、ワンズファクトリー）
- 義父色に染められた美嫁（7月7日、マドンナ）
- 極エロ女神の淫語誘惑（7月13日、AVS Collector's）
- 淫語痴女（7月19日、ドグマ）
- キマリすぎた女教師（7月19日、乱丸）
- 凛々しい秘書といやらしいセックス インテリ美女と肉体関係（8月1日、無言）
- 淫行現場は保健室（8月7日、BeFree）
- 誘惑兄嫁（8月7日、マドンナ）
- 憧れのスチュワーデスと性交（8月9日、ドリームチケット）
- 俺の許可なく、絶対イクなッ!!!!! 2 早漏オンナをナマ殺す焦らし地獄のイキガマン（8月9日、ドリームチケット）他出演:春原未来、小早川怜子、秋野千尋、平原みなみ、小泉真希、篠田彩音、三浦まい、成宮ルリ、板野有紀、葵こはる、椿かなり
- 働く女のおしゃぶりご奉仕 OL編 たまき（8月25日、AVS Collector's）
- 友達の姉ちゃんに中出し（9月1日、巨神）
- 保健室の先生 －生徒の肉棒を喰い漁る白衣のド淫乱養護教論－（9月25日、美）
- 淫悪姉 妹の旦那を誘惑して犯すドスケベ姉（10月4日、クリスタル映像）
- 幻母 禁断相姦 中出し親子（10月7日、ヴィーナス）
- 非日常的悶絶遊戯 第百八十一章 高身長でついパンチラになってしまう派遣OL、たまきの場合（10月13日、AVS Collector's）
- 秘書in… ［脅迫スイートルーム］ Secretary Tamaki（25）（10月18日、ドリームチケット）
- チンポコ・マグニチュード ボッキ・チンポコ 男だって潮吹きアクメ（10月19日、ドグマ）
- 小一時間チンポをいぢくり倒されて寸止めされまくった僕。（11月19日、ドグマ）
- 羽田発CA専門 整体施術院V（12月1日、変態紳士倶楽部）他出演:今村楓、江波りゅう、青木玲 ほか
- 日常的猥褻セクハラ劇場 第九章（12月25日、AVS Collector's）他出演:森ななこ、稲川なつめ

2014年
- 寝たふりする女（1月1日、無言）他出演:みなせ優夏、柳朋子、神波多一花、市川まほ、野間あんな
- 特命捜査官、堕ちるまで…（2月7日、アタッカーズ）
- オナニー・パラノイア（2月19日、ドグマ）
- 禁断介護（2月20日、禁断介護、グローリークエスト）
- 白昼の恋（3月7日、アタッカーズ）
- さよなら、シングルハウス（3月10日、ホットエンターテイメント）共演:滝川かのん
- 高身長痴女の小さいオッサン狩り（3月13日、MOODYZ）共演:澤村レイコ、神波多一花、山本美和子
- イイオンナの吸い付くような本気のフェラチオ 14人4時間（4月1日、蜜月）他出演:初美沙希、椎名ゆな、眞木あずさ、宮内京香、須藤早紀、佐々木恋海、紀崎りおな、野村萌香、愛乃ゆな、糸矢めい、宮瀬リコ、美山志穂、乃亜
- 仲丘たまきのノーパンパンスト淫語責め（4月1日、Doスケベ）
- ライフコンサルタント 恥辱の中出しセミナー（4月7日、アタッカーズ）
- 恋する妻達 3（5月7日、アタッカーズ）共演:吉田花
- S級セレブリティ人妻 悶絶ゲット!イカセナンパ中出し 2（6月13日、S級素人）他出演:上原亜衣、平山聖花、二宮ナナ
- bijin-majo 27（6月25日、美人魔女）※「みどり」名義
- お仕事中のお姉さんは職場で制服のままM男の乳首をイジるのがお好き VOL.02（7月5日、ドリームチケット）他出演:大場ゆい、綾瀬ましろ、夏目優希、竹内真琴、飯岡かなこ、生駒はるな、尾上若葉
- 身も心も堕とされて…。（8月7日、アタッカーズ）